# Apocrifo di Ezechiele
L'Apocrifo di Ezechiele è un testo apocrifo, scritto nello stile dell'Antico Testamento, che secondo la tradizione conterrebbe delle rivelazioni del profeta Ezechiele.
Sopravvive solo in frammenti, comprese le citazioni negli scritti di sant'Epifanio, Clemente di Roma e Clemente di Alessandria, nonché nel Papiri Chester Beatty.
Il frammento più grande racconta di un re che tiene un banchetto al quale invita tutti tranne due mendicanti, un cieco e uno storpio. I due sono adirati e decisi a vendicarsi: lo storpio si siede sulle spalle del cieco e insieme danneggiano l'orto del re, che li scopre e punisce. La morale della storia, secondo il narratore, è che questo prova la resurrezione della carne, poiché anima e corpo operare assieme.
È stato ipotizzato che lo pseudo Ezechiele, ritrovato nei Rotoli del Mar Morto, possa essere un ulteriore frammento di questo testo.